# Hydroniscus vandeli
Hydroniscus vandeli är en kräftdjursart som beskrevs av Chardy 1974. Hydroniscus vandeli ingår i släktet Hydroniscus och familjen Haploniscidae. Inga underarter finns listade i Catalogue of Life.